# Rika Kihira
Rika Kihira (jap. 紀平 梨花 Kihira Rika; ur. 21 lipca 2002 w Nishinomiyi) – japońska łyżwiarka figurowa, startująca w konkurencji solistek. Dwukrotna mistrzyni czterech kontynentów (2019, 2020), zwyciężczyni finału Grand Prix (2018), dwukrotna mistrzyni Japonii (2020, 2021) oraz mistrzyni Japonii juniorów (2018).
Jako pierwsza łyżwiarka figurowa wykonała w oficjalnych zawodach Międzynarodowej Unii Łyżwiarskiej kombinację potrójnego axla z innym potrójnym skokiem. Kihira jest również jedną z ośmiu solistek, które w zawodach rangi międzynarodowej wykonały potrójnego axla.

## Kariera

### Początki
Kihira rozpoczęła przygodę z łyżwiarstwem figurowym w 2007 roku. W sezonie 2015/2016 zadebiutowała na arenie międzynarodowej, startując w kategorii Junior Młodszy A. W tym sezonie Kihira wygrała zawody Triglav Trophy, zawody Asian Open Trophy ukończyła na piątym miejscu oraz wzięła udziału w mistrzostwach Japonii juniorów, gdzie zajęła jedenaste miejsce.

### Sezon 2016/2017: debiut juniorski
W sezonie 2016/2017 Kihira przeszła do grona juniorów i zadebiutowała w Grand Prix juniorów. W swoich pierwszych zawodach serii Grand Prix w czeskiej Ostrawie wywalczyła srebrny medal, tracąc niespełna 0,08 punktów do pierwszej Anastazji Gubanowej. Podczas kolejnych zawodów cyklu Kihira zdobyła złoty medal, wyprzedzając o ponad 15 punktów mistrzynię świata juniorów z 2016 roku Marin Honda. Podczas tych zawodów w programie krótkim wykonała potrójnego axla i tym samym stała się najmłodszą łyżwiarką figurową, która tego dokonała - Kihira miała wtedy zaledwie 14 lat i 56 dni. Wygrana w zawodach rozgrywanych w słoweńskiej Lublanie zagwarantowała jej udział w finale cyklu junior Grand Prix, gdzie ostatecznie zajęła czwarte miejsce.

### Sezon 2017/2018

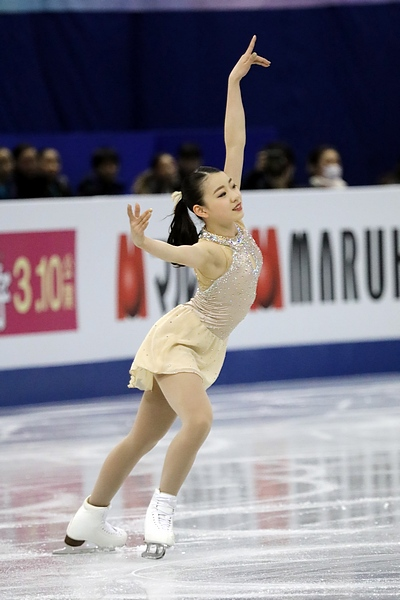
Kihira w programie krótkim podczas finału Junior Grand Prix 2017

Sezon 2017/18 Kihira rozpoczęła od wygranej w zawodach Asian Trophy. Podczas tych zawodów w programie dowolnym po raz kolejny udało jej się wykonać potrójnego axla. Następnymi zawodami były dla niej zawody z cyklu Grand Prix juniorów rozgrywanych w Rydze. Po programie krótkim Kihira zajmowała szóste miejsce po tym, jak niepewnie wylądowała potrójnego flipa oraz upadła po potrójnym lutzu. Następnego dnia pomimo upadku po potrójnym axlu za program dowolny uzyskała 125,41 punktów, co dało jej wygraną w tej części zawodów. Ostatecznie całe zmagania zakończyła na drugim miejscu tracąc niespełna 6 punktów do Darji Panienkowej. Podczas kolejnych zawodów cyklu wywalczyła brązowy medal przegrywając jedynie z Sofją Samodurową i Aloną Kostornają. Dzięki rezultatowi uzyskanemu w tych zawodach po raz drugi zagwarantowała sobie udział w finale cyklu, gdzie jako pierwsza łyżwiarka figurowa wykonała w zawodach pod patronatem Międzynarodowej Unii Łyżwiarskiej kombinację potrójnego axla z innym potrójnym skokiem – w tym przypadku był to potrójny toeloop. Ostatecznie całe zawody zakończyła na czwartym miejscu po tym, jak w programie dowolnym w miejsce planowanego potrójnego axla wykonała jedynie pojedynczego oraz jej potrójny flip był niedokręcony. W grudniu 2017 roku Kihira wzięła udział w mistrzostwach Japonii w kategorii seniorów. Po programie krótkim zajmowała piąte miejsce, by ostatecznie dzięki zajęciu drugiego miejsca w programie dowolnym zakończyć zawody na trzecim miejscu. Występ ten zagwarantował jej udział w mistrzostwach świata juniorów 2018, gdzie zajęła ósme miejsce.

### Sezon 2018/2019: debiut seniorski

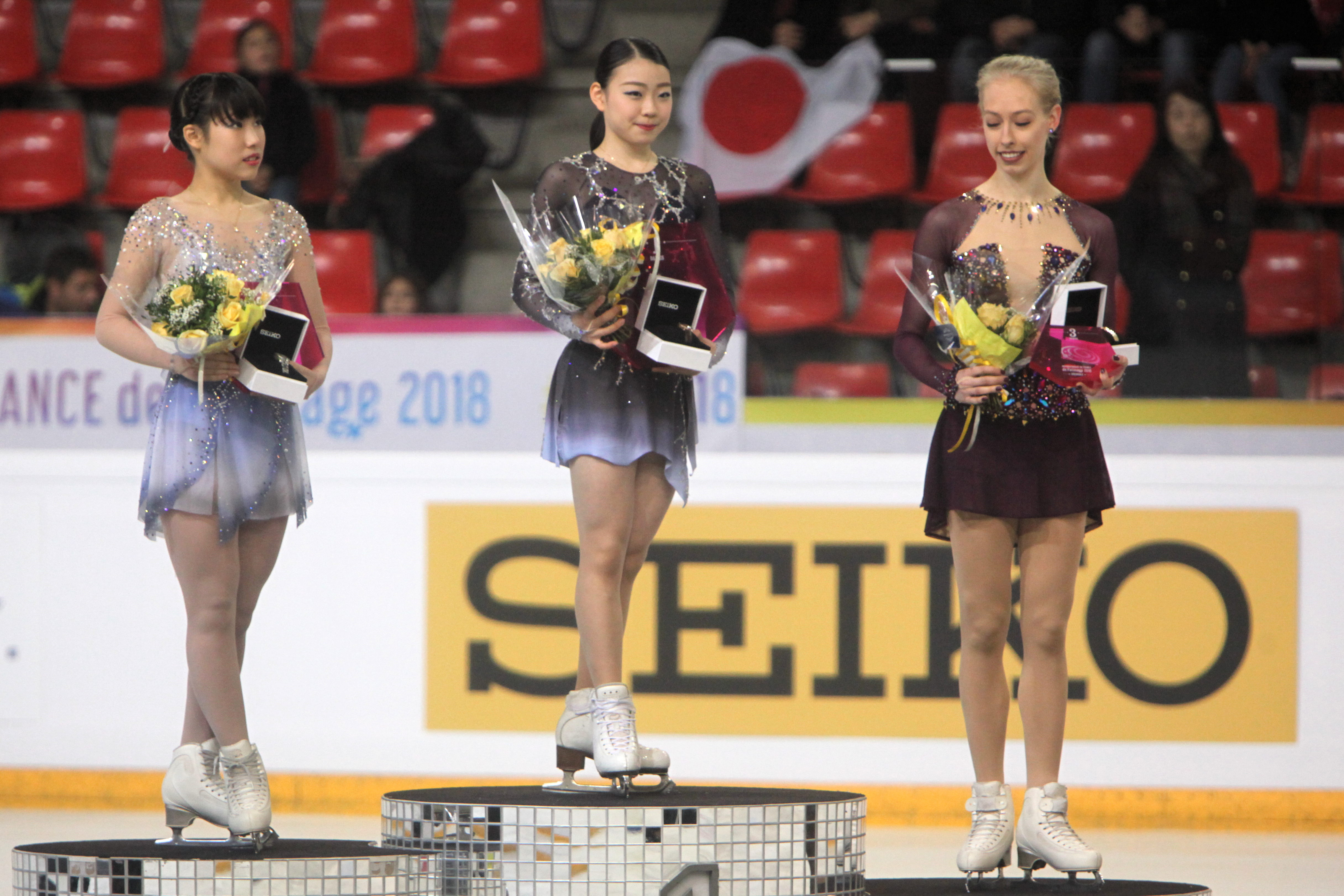
Ceremonia medalowa na Internationaux de France 2018 od lewej Mihara, Kihira, Tennell

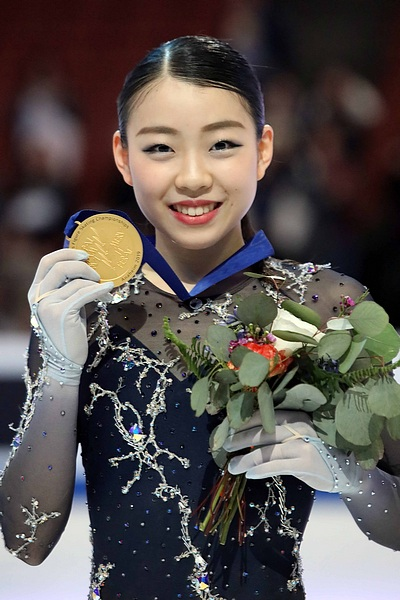
Kihira ze złotym medalem mistrzostw czterech kontynentów 2019

Kihira swój pierwszy sezon w kategorii seniorów rozpoczął od zwycięstwa w Memoriale Ondreja Nepeli 2018. Podczas zawodów Kihira ustanowiła rekord świata w programie dowolnym, zdobywając 147,27 punktów. W swoim programie dowolnym do utworu "A Beautiful Storm" Kihira wykonała dwa potrójne axle i tym samym stała się drugą w historii łyżwiarką figurową, która tego dokonała.
Następnymi zawodami były dla niej zawody z cyklu Grand Prix NHK Trophy 2018. Po programie krótkim Kihira zajmowała dopiero piąte miejsce po tym, jak upadła po potrójnym axlu. Jednakże zwycięstwo w programie dowolnym z notą 154,72 punktów dało jej wygraną w całych zawodach z łączną notą 224,31 punktów. Tym samym wygrywając te zawody Kihira wyprzedziła swoją rodaczkę i mistrzynię kraju Satoko Miyaharę oraz byłą mistrzynię świata Jelizawietę Tuktamyszewą.
Podczas kolejnych zawodów Internationaux de France 2018 we francuskim Grenoble, w programie krótkim Kihira po raz kolejny w tym sezonie miała problem z wykonaniem potrójnego axla w miejsce, którego skoczyła jedynie pojedynczego. W rezultacie po programie krótkim zajmowała drugie miejsce przegrywając jedynie ze swoją rodaczką Maią Miharą. Następnego dnia pomimo niedokręcenie potrójnego axla za program dowolny uzyskała 138,28 punktów, co ostatecznie pozwoliło jej na wygraną w zawodach z łączną notą 205,92 punktów. Wygrana w tych zawodach zagwarantowała jej udział w swoim pierwszym finale seniorskiego cyklu Grand Prix.
Podczas finału Kihira za swój perfekcyjnie wykonany program krótki uzyskała 82,51 punktów, ustanawiając przy tym nowy rekord świata. Następnego dnia pomimo upadku po potrójnym axlu za program dowolny uzyskała 150,61 punktów, co łącznie dało jej 233,12 punktów oraz wygraną w całych zawodach z ponad sześciopunktową przewagą nad mistrzynią olimpijską Aliną Zagitową.
Kolejnymi zawodami były dla niej mistrzostwa Japonii. Po programie krótkim Kihira zajmowała odległe piąte miejsce po tym jak upadła po potrójnym axlu oraz w miejsce planowanej kombinacji potrójnego flipa i potrójnego toeloopa wykonała kombinację potrójnego flipa i podwójnego toeloopa. Następnego dnia za prawie idealnie wykonany program dowolny uzyskała 155 punktów i ostatecznie całe mistrzostwa zakończyła na drugim miejscu.
Podczas mistrzostw czterech kontynentów 2019 w programie krótkim Kihira w miejsce planowanego potrójnego axla wykonała jedynie pojedynczego. Za program krótki uzyskała 68,85 punktów co po tej części zawodów dawało jej 5. miejsce. Następnego dnia za program dowolny Kihira uzyskała 153,14 pkt co ostatecznie pozwoliło jej na wygraną w całych zawodach z łączna notą 221,99 pkt.
Podczas mistrzostw świata 2019 Kihira po raz kolejny w tym sezonie miała problem z wykonaniem w programie krótkim potrójnego axla, w miejsce którego skoczyła jedynie pojedynczego. Jako że zgodnie z obowiązującymi zasadami Kihira nie wykonała w programie krótkim jednego z wymaganych elementów programu, jakim jest solowy skok potrójny, skok ten nie został zaliczony do oceny. W związku z tym po tej części zawodów zajmowała odległe siódme miejsce ze stratą prawie dwunastu punktów do pierwszej Aliny Zagitowej. Dwa dni później pomimo upadku po potrójnym axlu za program dowolny Kihira uzyskała 152,59 pkt. co po tej części zawodów dało jej drugie miejsce. Ostatecznie całe zmagania zakończyła na 4. miejscu z notą łączną 223,49 pkt. tracąc przy tym ponad 14 punktów do pierwszej Aliny Zagitowej oraz niespełna 0,31 pkt. do trzeciej Jewgieniji Miedwiediewej.
Kihira zakończyła sezon występem na World Team Trophy 2019, podczas którego wraz z zespołem pozostałych japońskich łyżwiarzy wywalczyła srebrny medal. W trakcie rywalizacji solistek Kihira za perfekcyjnie wykonany program krótki uzyskała 83,97 punktów, ustanawiając przy tym nowy rekord świata. Zwycięstwo w tej konkurencji dało drużynie Japonii 10 punktów w łącznej klasyfikacji zawodów. Za program dowolny Kihira uzyskała 138,37 punktów po tym, jak upadła po potrójnym axlu oraz po kombinacji potrójnego lutza z potrójnym toeloopem. Ostatecznie zmagania wśród solistek zakończyła na czwartym miejscu.

### Sezon 2019/2020
Kihira sezon rozpoczęła udziałem w zawodach z cyklu Challenger Series Autumn Classic International 2019, podczas których za program krótki uzyskała 78,18 punktów co dało jej trzypunktową przewagę nad drugą Jewgieniją Miedwiediewą. Następnego dnia za program dowolny uzyskała 145,98 punkty po tym, jak sędziowie uznali dwa jej skoki za niedokręcone. Ostatecznie cała zmagania ukończyła na pierwszym miejscu z niespełna siedmiopunktową przewagą nad drugą Jewgieniją Miedwiediewą.
Następnymi zawodami były dla niej zawody drużynowe Japan Open, podczas których wraz z drużyną pozostałych japońskich łyżwiarzy wywalczyła srebrny medal przegrywając z drużyną złożoną z łyżwiarzy reprezentujących kraje Europy o ponad 10 punktów. Podczas zawodów Kihira wykonała swój program dowolny, za który uzyskała 144,76 punkty co wśród rywalizujących solistek dawało jej trzecie miejsce za dwiema reprezentantkami Rosji Aleksandrą Trusową oraz Aliną Zagitową.
Podczas Skate Canada International 2019 Kihira w swoim programie krótkim perfekcyjnie wykonała wszystkie z planowanych elementów i po tym segmencie zawodów zajmowała pierwsze miejsce z ponad trzypunktową przewagą nad drugą You Young oraz prawie siedmiopunktową nad trzecią Aleksandrą Trusową. Podczas programu dowolnego Kihira nieczysto wylądowała potrójnego axla, pomimo tego za ten segment zawodów uzyskała 148,98 punkty. Ostatecznie całe zmagania zakończyła na drugim miejscu za Aleksandrą Trusową, która w swoim programie dowolnym czysto wykonała trzy poczwórne skoki i uzyskała 166,62 punktów ustanawiając przy tym nowy rekord świata.
Następnymi zawodami były dla niej zawody z cyklu Grand Prix NHK Trophy 2019, podczas których w programie krótkim czysto wylądowała potrójnego axla oraz kombinację potrójnego flipa z potrójnym toeloopem. Błąd po wyładowaniu potrójnego rittbergera przyczynił się do przegranej w tej części zawodów z Aloną Kostorną, która podczas zawodów ustanowiła nowy rekord świata za program krótki. Ostatecznie pomimo prawie bezbłędnego programu dowolnego całe zmagania zakończyła na drugim miejscu ze stratą niespełna dziewięciu punktów do pierwszej Alony Kostornej.
Podczas finału Grand Prix 2019 Kihira po programie krótkim zajmowała ostatnie szóste miejsce po tym, jak nieczysto wylądowała potrójnego axla oraz upadła po kombinacji potrójnego toeloopa z potrójnym flipem. Po tej części zawodów miała prawie piętnastopunktową stratę do pierwszej Alony Kostornej. W rezultacie Kihira zdecydowała, że w programie dowolnym podejmie próbę wykonanie poczwórnego salchowa i pomimo tego, że osiągnęła wymaganą rotację do zaliczenia skoku jako poczwórny nie była w stanie go ustać. Ostateczne za program dowolny uzyskała 145,76 punkty i całe zmagania zakończyła na czwartym miejscu tracąc ponad trzydzieści punktów do triumfatorki Alony Kostornej.
Następnymi zawodami były dla niej mistrzostwa Japonii, które rozpoczęła od prawie bezbłędnego programu krótkiego, za który uzyskał 74 punkty. Po tej części zawodów dawało jej to niespełna czteropunktową przewagę nad drugą Satoko Miyaharą. Podczas programu dowolnego Kihira perfekcyjnie wykonała oba z planowanych potrójnych axli oraz pozostałe sześć potrójnych skoków i pomimo niedokręcenia potrójnego toeloopa za ten segment zawodów uzyskała 155,22 punkty, co łącznie dało 229,20 punkty oraz wygraną w zawodach z ponad dwudziestodwupunktową przewagą nad drugą Wakabą Higuchi.
Podczas mistrzostw czterech kontynentów 2020 Kihira za swój program krótki uzyskała 81,18 punktów co po tym segmencie zawodów dawało jej ponad pięciopunktową przewagę nad drugą Bradie Tennell oraz prawie ośmiopunktową nad trzecią You Young. Dwa dni później, pomimo że w miejsce planowanego potrójnego axla wykonała jedynie pojedynczego, za program dowolny uzyskała 151,16 punktów, co łącznie dało 232,34 punktów i pozwoliło jej obronić tytuł mistrzyni czterech kontynentów. Drugie miejsce zajęła reprezentantka Korei Południowej You Young, która zakończyła zawody z notą łączną 223,23 punktów, natomiast trzecie Amerykanka Bradie Tennell.
W marcu 2020 roku Kihira miała wziąć udział w mistrzostw świata w Montrealu. Jednakże 11 marca 2020 roku kanadyjski rząd podjął decyzję o odwołanie zawodów z powodu pandemii COVID-19.
13 czerwca 2020 roku Kihira ogłosiła, że jej drugim trenerem będzie Brian Orser. Swoją decyzję motywowała chęcią dalszego rozwoju zarówno w sferze artystycznej, jak i technicznej, dlatego też po przenosinach do Toronto Kihira ma zamiar pracować nad nowymi rodzajami piruetów oraz poczwórnymi skokami, jak również łączeniem tych elementów w spójny program. Ze względu na utrzymujące się restrykcje związane z podróżowaniem Kihira nie była w stanie podjąć treningów w Kanadzie. W międzyczasie udała się do Szwajcarii, by wziąć udział w obozie treningowym Stéphana Lambiela.

### Sezon 2020/2021
Ze względu na pandemię COVID-19 i ograniczenia w podróżowaniu międzynarodowym, Rada Międzynarodowej Unii Łyżwiarskiej zadecydowała, że we wszystkich zawodach z cyklu Grand Prix 2020/2021 wystąpią jedynie zawodnicy krajowi i ci, którzy trenują w danym kraju lub regionie geograficznym, z tego też względu pierwszymi zawodami sezonu miało być dla Kihiry Internationaux de France 2020. W październiku 2020 roku na profilu zawodniczki na stronie Międzynarodowej Unii Łyżwiarskiej oficjalnie potwierdzono zmianę trenera na Stéphana Lambiela. Ostateczne 19 października 2020 zawody Internationaux de France 2020 zostały odwołane z powodu pandemii COVID-19.
Tym samym pierwszymi zawodami sezonu były dla Kihiry mistrzostwa Japonii 2021 w Nagano. Podczas programu krótkiego Kihira wykonała potrójnego axla, kombinację potrójnego flipa z potrójnym toeloopem oraz potrójnego lutza. Pomimo niepewnego lądowania po kombinacji za program krótki otrzymała ponad 79 punktów, co dało jej ponad siedmiopunktową przewagę nad drugą Kaori Sakamoto i prawie dziesięciopunktową nad trzecią Mai Miharą. Podczas programu dowolnego Kihira po raz pierwszy w karierze wykonała w zawodach poczwórnego salchowa. Ostatecznie pomimo niedokręconego potrójnego axla za program dowolny uzyskała 154,90 punkty, co łącznie dało 234,24 punkty i wygraną z czternastopunktową przewagą nad drugą Kaori Sakamoto.
Kolejnymi zawodami sezonu był dla Kihiry mistrzostwa świata 2021. Podczas pierwszego dnia zmagań w swoim programie krótkim Kihira jako jedna z dwóch zawodniczek wykonała potrójnego axla. W dalszej części programu do utworu The Fire Within wykonała również kombinację potrójnego flipa z potrójnym toeloopem oraz potrójnego lutza. Jej program został oceniony przez sędziów na 79 punktów po tym, jak uznali, że zarówno potrójny axel, jak i potrójny toeloop kończący kombinację były niedokręcone. Ostatecznie po tym segmencie zawodów znajdowała się na drugim miejscu ze stratą niespełna dwóch punktów do pierwszej Rosjanki Anny Szczerbakowej. Kolejnego dnia zmagań podczas programu dowolnego Kihira w miejsce pierwszego potrójnego axla skoczyła jedynie podwójnego, następnie upadła po kolejnym potrójnym axlu, który później został przez sędziów zdegradowany do podwójnego axla. W dalszej części programu wykonała kombinację potrójnego flipa z eulerem i potrójnym salchowem (ostatni skok tej kombinacji został uznany za niedokręcony) oraz solowego potrójnego Rittbergera. Podczas programu dowolnego Kihira miała problem z wykonaniem sekwencji kroków i piruetów, jak również jej ostatni skok został zdegradowany do podwójnego lutza. Jej występ został oceniony na niespełna 127 punktów, co po tym segmencie zawodów dawało jej dziewiąte miejsce. Ostatecznie całe zmagania zakończyła na siódmym miejscu z notą łączną 205,70 punktów.

### Sezon 2021/2022
Kihira na początku września poinformowała o zmianie trenera na Briana Orsera oraz przeniesieniu bazy treningowej do klubu Toronto Cricket, Skating and Curling Club w Toronto. Z powodu wydłużającej się rehabilitacji prawej kostki Kihira wycofała się z zawodów Asian Open Trophy 2021, Skate Canada International 2021 oraz NHK Trophy 2021.

## Osiągnięcia
| Zawody                                | 14–15          | 15–16          | 16–17          | 17–18          | 18–19          | 19–20          | 20–21          | 21–22          | 22–23          |                |                |                |                |                |                |                |                |
| Międzynarodowe                        | Międzynarodowe | Międzynarodowe | Międzynarodowe | Międzynarodowe | Międzynarodowe | Międzynarodowe | Międzynarodowe | Międzynarodowe | Międzynarodowe | Międzynarodowe | Międzynarodowe | Międzynarodowe | Międzynarodowe | Międzynarodowe | Międzynarodowe | Międzynarodowe | Międzynarodowe |
| ------------------------------------- | -------------- | -------------- | -------------- | -------------- | -------------- | -------------- | -------------- | -------------- | -------------- | -------------- | -------------- | -------------- | -------------- | -------------- | -------------- | -------------- | -------------- |
| Mistrzostwa świata                    |                |                |                |                | 4              | C              | 7              |                |                |                |                |                |                |                |                |                |                |
| Mistrzostwa czterech kontynentów      |                |                |                |                | 1              | 1              |                |                |                |                |                |                |                |                |                |                |                |
| GP Finał Grand Prix                   |                |                |                |                | 1              | 4              |                |                |                |                |                |                |                |                |                |                |                |
| GP Grand Prix Espoo                   |                |                |                |                |                |                |                |                | 4              |                |                |                |                |                |                |                |                |
| GP Internationaux de France           |                |                |                |                | 1              |                | C              |                |                |                |                |                |                |                |                |                |                |
| GP NHK Trophy                         |                |                |                |                | 1              | 2              |                | WD             |                |                |                |                |                |                |                |                |                |
| GP Skate Canada International         |                |                |                |                |                | 2              |                | WD             | 5              |                |                |                |                |                |                |                |                |
| CS Memoriał Ondreja Nepeli            |                |                |                |                | 1              |                |                |                |                |                |                |                |                |                |                |                |                |
| CS Autumn Classic International       |                |                |                |                |                | 1              |                |                |                |                |                |                |                |                |                |                |                |
| CS Asian Open Trophy                  |                |                |                |                |                |                |                | WD             |                |                |                |                |                |                |                |                |                |
| International Challenge Cup           |                |                |                |                | 1              | 1              |                |                |                |                |                |                |                |                |                |                |                |
| Międzynarodowe: Kategorie młodzieżowe |                |                |                |                |                |                |                |                |                |                |                |                |                |                |                |                |                |
| Mistrzostwa świata juniorów           |                |                |                | 8              |                |                |                |                |                |                |                |                |                |                |                |                |                |
| JGP Finał                             |                |                | 4              | 4              |                |                |                |                |                |                |                |                |                |                |                |                |                |
| JGP w Czechach                        |                |                | 2              |                |                |                |                |                |                |                |                |                |                |                |                |                |                |
| JGP na Łotwie                         |                |                |                | 2              |                |                |                |                |                |                |                |                |                |                |                |                |                |
| JGP w Słowenii                        |                |                | 1              |                |                |                |                |                |                |                |                |                |                |                |                |                |                |
| JGP we Włoszech                       |                |                |                | 3              |                |                |                |                |                |                |                |                |                |                |                |                |                |
| Asian Open Trophy                     |                | 5 A            |                | 1 J            |                |                |                |                |                |                |                |                |                |                |                |                |                |
| Triglav Trophy                        |                | 1 A            |                |                |                |                |                |                |                |                |                |                |                |                |                |                |                |
| Krajowe                               |                |                |                |                |                |                |                |                |                |                |                |                |                |                |                |                |                |
| Mistrzostwa Japonii                   |                |                |                | 3              | 2              | 1              | 1              | WD             |                |                |                |                |                |                |                |                |                |
| Mistrzostwa Japonii juniorów          |                | 11             | 11             | 1              |                |                |                |                |                |                |                |                |                |                |                |                |                |
| Mistrzostwa Japonii Novice            | 11 A           | 1 A            |                |                |                |                |                |                |                |                |                |                |                |                |                |                |                |
| Zawody drużynowe                      |                |                |                |                |                |                |                |                |                |                |                |                |                |                |                |                |                |
| World Team Trophy                     |                |                |                |                | 2 T 4 P        |                | 3 T 4 P        |                |                |                |                |                |                |                |                |                |                |
| Japan Open                            |                |                |                |                |                | 2 T 3 P        |                |                |                |                |                |                |                |                |                |                |                |

## Programy
| Sezon   | Program krótki (SP)                                                                     | Program dowolny (FS) | Pokazy mistrzów                                                                                      |
| ------- | --------------------------------------------------------------------------------------- | --- | --- |
| 2021–22 | - The Fire Within – Jennifer Thomas choreografia: Benoît Richaud                        | - Titanic – James Horner choreografia: David Wilson | |
| 2020–21 | - The Fire Within – Jennifer Thomas choreografia: Benoît Richaud                        | - Baby, God Bless You – Shinya Kiyozuka choreografia: Stéphane Lambiel | - 2002 – Anne-Marie                                                                                  |
| 2019–20 | - Breakfast in Baghdad – Na Yoon-sun, oryg. Ulf Wakenius choreografia: Shae-Lynn Bourne | International Angel of Peace: - O Virtus Sapientae – Maya Beiser - Beirut Taxi – Alexandre Desplat - Wings of The Eagle – Uttara-kuru - Caravans on the Move – Mike Batt - Mother Tongue – Dead Can Dance - Sacred Stone – Sheila Chandra - In A Moment Of Greatness – Larry Groupé choreografia: Tom Dickson | - 2002 – Anne-Marie - Spirit – Beyoncé - Bigger – Beyoncé - The Greatest – Sia                       |
| 2018–19 | - Clair de Lune – Claude Debussy choreografia: David Wilson                             | - A Beautiful Storm – Jennifer Thomas choreografia: Tom Dickson | - The Greatest – Sia - La vie en rose – Édith Piaf - Faded – Alan Walker                             |
| 2017–18 | - Kung Fu Piano – The Piano Guys choreografia: Tom Dickson                              | - La strada – Nino Rota choreografia: Jeffrey Buttle | - La vie en rose – Édith Piaf - Symphony – Clean Bandit, Zara Larsson                                |
| 2016–17 | - Tzigane – Maurice Ravel choreografia: Jeffrey Buttle                                  | - Rhapsody in Blue – George Gershwin choreografia: Tom Dickson | - Symphony – Clean Bandit, Zara Larsson - A Whole New World (z filmu Aladyn) – Alan Menken, Tim Rice |
| 2015–16 | - Zemsta nietoperza – Johann Strauss II                                                 | - The Kiss of the Vampire – James Bernard | |

## Rekordy świata
Od sezonu 2018/2019
| Data                         | Punkty                      | Zawody                       | Uwagi                                                                                  |                             |
| Rekordy w programie krótkim  | Rekordy w programie krótkim | Rekordy w programie krótkim  | Rekordy w programie krótkim                                                            | Rekordy w programie krótkim |
| ---------------------------- | --------------------------- | ---------------------------- | -------------------------------------------------------------------------------------- | --------------------------- |
| 11 kwietnia 2019             | 83,97                       | World Team Trophy 2019       | Rekord został pobity przez Alonę Kostorną podczas NHK Trophy 2019 (85,04 pkt.).        |                             |
| 6 grudnia 2018               | 82,51                       | Finał Grand Prix 2018        |                                                                                        |                             |
| Rekordy w programie dowolnym |                             |                              |                                                                                        |                             |
| 22 września 2018             | 147,37                      | Memoriał Ondreja Nepeli 2018 | Rekord został pobity przez Alinę Zagitową podczas Nebelhorn Trophy 2018 (158,50 pkt.). |                             |